# Промена тактова
У новијој или фолклором инспирисаној музици неретко се смењују различите врсте тактова (тзв. промена тактова, енгл. change of time), понекад и у врло брзом следу, тако да је скоро сваки такт друкчији. 
То се у нотном тексту обележава назнаком нове врсте такта при свакој промени, као на пример: